# جیانلوکا سیگنورینی
جیانلوکا سیگنورینی (انگلیسی: Gianluca Signorini; ۱۷ مارس ۱۹۶۰ – ۶ نوامبر ۲۰۰۲) بازیکن فوتبال اهل ایتالیا بود.
از باشگاه‌هایی که در آن بازی کرده‌است می‌توان به باشگاه فوتبال پارما، باشگاه فوتبال آ.اس. رم، باشگاه فوتبال پیزا، باشگاه فوتبال جنوآ، باشگاه فوتبال لیورنو، و باشگاه فوتبال ترنانا اشاره کرد.